# Peach (EPOのアルバム)
『peach』（ピーチ） は、EPOの17枚目のスタジオ・アルバム。1999年6月16日に発売された。発売元はKitty Records。規格品番はKTCR-1643。

## 概要
EPO自身が久しぶりに元気なポップスを作りたくなりリリースした作品で、オリジナルアルバムとしては前作『Soul Kitchen』から約1年3か月振りとなる。先行シングル「Memories」とカップリング曲「幸せもの勝ち」のほか、アルバム『VITAMIN E・P・O』収録曲「無言のジェラシー」のセルフカバーや、鈴木蘭々への提供曲でフジテレビ系「ポンキッキーズ」のイメージソング「キミとボク」など全10曲を収録。初期の編曲を数多く手掛けた清水信之が、1986年のアルバム『PUMP! PUMP!』以来およそ13年振りに復帰している。ジャケットに描かれている絵は、イラストレーター MAYA MAXXの手によるもの。

### 批評
CDジャーナルのコメント欄では、「澱みないヴォーカルと永遠に響くかの如きメロディはさすがの一言。コクの深い大人のポップスが堪能できます」と評されている。

## 収録曲
| 全作詞・作曲: EPO。 |                              |           |            |                                       |      |
| #                   | タイトル                     | 作詞      | 作曲・編曲 | 編曲                                  | 時間 |
| 1.                  | 「誰かを本気で愛してみたい」 | EPO       | EPO        | 桜井鉄太郎                            | 5:01 |
| 2.                  | 「ハラハラドキドキ」         | EPO       | EPO        | 清水信之                              | 3:59 |
| 3.                  | 「幸せもの勝ち」             | EPO       | EPO        | 清水信之                              | 4:08 |
| 4.                  | 「無言のジェラシー」         | EPO       | EPO        | 菅原弘明                              | 5:31 |
| 5.                  | 「Memories」                 | EPO       | EPO        | 清水信之                              | 5:20 |
| 6.                  | 「あきらめたくない」         | EPO       | EPO        | EPO                                   | 4:39 |
| 7.                  | 「君のさがしもの」           | EPO       | EPO        | 桜井鉄太郎                            | 3:48 |
| 8.                  | 「Go on my way」             | EPO       | EPO        | EPO                                   | 4:24 |
| 9.                  | 「Baby' s Magic」            | EPO       | EPO        | 桜井鉄太郎                            | 4:36 |
| 10.                 | 「キミとボク」               | EPO       | EPO        | EPO・センチメンタル・シティ・ロマンス | 4:16 |
| 合計時間:           | 合計時間:                    | 合計時間: | 45:42      |                                       |      |

## シングル

### 概要
アルバム『peach』からの先行シングル。プロデューサー兼アレンジャーに清水信之を迎え、久々のコラボレートとなった作品。ジャケットに描かれている絵は、イラストレーター MAYA MAXXの手によるもの。規格品番はKTDR-2196。

### 収録曲
| 全作詞・作曲: EPO、全編曲: 清水信之。 |                            |       |            |      |
| #                                     | タイトル                   | 作詞  | 作曲・編曲 | 時間 |
| 1.                                    | 「Memories」               | EPO   | EPO        | 5:15 |
| 2.                                    | 「幸せもの勝ち」           | EPO   | EPO        | 4:03 |
| 3.                                    | 「Memories」(instrumental) | EPO   | EPO        | 5:15 |
| 合計時間:                             | 合計時間:                  | 14:33 |            |      |

## 参考資料
- 監修:長井英治『日本の女性シンガー・ソングライター』シンコーミュージック・エンタテイメント〈ディスク・コレクション〉、2013年4月。ISBN 978-4401638048。
- ピーチ EPO –  Neowing